# Parlamentswahl in Bulgarien 2005
- KB: 82
- NDSW: 53
- DSB: 17
- BNS: 13
- Ataka: 21
- DPS: 34
- ODS: 20

Die Parlamentswahl in Bulgarien 2005 fand am 25. Juni 2005 statt und bestimmte die 240 Abgeordneten des Narodno Sabranie. Die oppositionellen Sozialisten konnten mit der Koalition für Bulgarien die Wahlen gewinnen, während die Partei des Ex-Monarchen Simeon Sakskoburggotski, die Nationale Bewegung Simeon der Zweite, nur noch rund 20 Prozent der Stimmen erhielt. Durch den Neu-Einzug der nationalistischen Ataka und zwei weiteren rechten Parteien stieg die Parteienzahl im Parlament auf sieben. Die Wahlbeteiligung sank auf rund 56 Prozent, den bis dahin niedrigsten Stand seit der demokratischen Wende 1989.
Die Wahl erfuhr unter anderem auch aufgrund des zum 1. Januar 2007 geplanten Beitritts Bulgariens zur Europäischen Union besondere Aufmerksamkeit, da die gewählte Regierung noch entscheidende Weichenstellungen auf den Weg bringen musste.
Die Regierungsbildung gestaltete sich zunächst schwierig. Erste Gespräche zu einer Dreierkoalition der Sozialisten mit NDSW und DPS scheiterten am Willen Sakskoburggotskis trotz der Verluste weiter Ministerpräsident bleiben zu wollen. Eine Minderheitsregierung aus KB und DPS scheiterte im Parlament. Am 16. August 2005 schließlich glückte die Regierungsbildung zwischen KB, NDSW und DPS mit der Wahl von Sergei Stanischew zum Ministerpräsidenten und der Ernennung des Kabinett Stanischew.

## Ergebnis
| Listen            | Listen                                                                         | Stimmen   | %    | +/-   | Mandate | +/- |
| ----------------- | ------------------------------------------------------------------------------ | --------- | ---- | ----- | ------- | --- |
|                   | Koalition für Bulgarien (KB) Koalizija sa Balgarija                            | 1.129.196 | 31,0 | +13,8 | 82      | +34 |
|                   | Nationale Bewegung Simeon der Zweite (NDSW) Nazionalno Dwischenie Simeon Wtori | 725.314   | 19,9 | −22,8 | 53      | −67 |
|                   | Bewegung für Rechte und Freiheiten (DPS) Dwischenie sa Prawa i Swobodi         | 467.400   | 12,8 | +5,3  | 34      | +13 |
|                   | Koalizija Ataka                                                                | 296.848   | 8,1  | –     | 21      | +21 |
|                   | Vereinigte Demokratische Kräfte (ODS) Obedineni Demokratitschni Sili           | 280.323   | 7,7  | −10,5 | 20      | −31 |
|                   | Demokraten für ein starkes Bulgarien (DSB) Demokrati sa Silna Balgarija        | 234.788   | 6,4  | –     | 17      | +17 |
|                   | Balgarski naroden sajus (BNS)                                                  | 189.268   | 5,2  | –     | 13      | +13 |
|                   | Nowoto wreme                                                                   | 107.758   | 3,0  | –     | –       | –   |
|                   | Koalizija na rosata                                                            | 47.410    | 1,3  | –     | –       | –   |
|                   | PD Ewroroma                                                                    | 45.637    | 1,3  | –     | –       | –   |
|                   | Balgarska Christijanska Koalizija                                              | 21.064    | 0,6  | –     | –       | –   |
|                   | Fago                                                                           | 18.326    | 0,5  | –     | –       | –   |
|                   | Obedinena Partija na Pensionerite w Balgarija (OPPB)                           | 12.760    | 0,3  | –     | –       | –   |
|                   | Da Schiwej Balgarija!                                                          | 12.622    | 0,3  | –     | –       | –   |
|                   | Federazija na Swobodnija Bisnes – Sajus Balgarija                              | 12.196    | 0,3  | –     | –       | –   |
|                   | Dwischenie Napred Balgarija                                                    | 10.275    | 0,3  | –     | –       | –   |
|                   | Koalizija Dostojna Balgarija                                                   | 8.420     | 0,2  | –     | –       | –   |
|                   | Granit                                                                         | 5.923     | 0,2  | –     | –       | –   |
|                   | Kamara na Ekspertite                                                           | 3.649     | 0,1  | –     | –       | –   |
|                   | Partija na Swobodnite Demokrati (PSD)                                          | 2.203     | 0,1  | –     | –       | –   |
|                   | Poden Kraj                                                                     | 2.052     | 0,1  | –     | –       | –   |
|                   | N.S.P. „Nikola Petkow“                                                         | 1.918     | 0,1  | –     | –       | –   |
| Gesamt            | Gesamt                                                                         | 3.648.177 | 100  |       | 240     | –   |
|                   |                                                                                |           |      |       |         |     |
| Ungültige Stimmen | Ungültige Stimmen                                                              | 99.616    | 2,7  | –     |         |     |
| Wähler            | Wähler                                                                         | 3.747.793 | 55,8 | –     |         |     |
| Wahlberechtigte   | Wahlberechtigte                                                                | 6.720.941 |      |       |         |     |
|                   |                                                                                |           |      |       |         |     |
| Quelle: CIK       |                                                                                |           |      |       |         |     |